# Danuta Skalska
Danuta Katarzyna Skalska (ur. 25 czerwca 1945 we Lwowie) – polska dziennikarka i redaktorka, działaczka samorządowa i społeczna.
W Polskim Radiu Katowice prowadzi audycję „Lwowska Fala”. Jest prezesem bytomskiego oddziału Towarzystwa Miłośników Lwowa. Jest organizatorką Światowych Zjazdów Kresowian na Jasnej Górze, prelekcji i spotkań z przedstawicielami środowisk kresowych z kraju i zagranicy w Bytomskim Centrum Kresowym.
Jest autorką książki Mózg na ścierce, czyli dwa łyki Ameryki i spektaklu teatralnego przedstawiającego problemy polskiej emigracji oraz kilku scenariuszy dla prezentowanych w TVP programów o tematyce kresowej i programów lwowskiego kabaretu Pacałycha.
Była współinicjatorką powołania Społecznego Ruchu im. Lecha Kaczyńskiego.
W wyborach samorządowych w 2006 i 2010 roku wybrana została do Rady Miejskiej w Bytomiu, a w latach 2012–2014 była przewodniczącą rady miasta. W 2011 roku kandydowała bez powodzenia do Senatu z okręgu nr 71 z poparciem Prawa i Sprawiedliwości. W wyborach samorządowych w 2018 roku ponownie bezskutecznie ubiegała się o mandat radnej bytomskiej rady miejskiej z listy Prawa i Sprawiedliwości.
Odznaczona w 1989 roku Złotym Krzyżem Zasługi za pracę pedagogiczną, uhonorowana nagrodą Polonia Mater Nostra Est (2009), medalem miasta Bytomia, nagrodą Fundacji Pro Publico Bono oraz licznymi nagrodami środowisk kresowych i Polonii amerykańskiej. W październiku 2024 otrzymała Krzyż Oficerski Orderu Odrodzenia Polski a także tytuł honorowego obywatela Bytomia.